# Matt Light
Pour les articles homonymes, voir Light.
(en) Statistiques sur pro-football-reference
Matthew Charles Light, né le 23 juin 1978 à Logan (Ohio), est un joueur américain de football américain qui évolue au poste d'offensive tackle.
Après avoir effectué sa carrière universitaire aux Purdue Boilermakers de l'Université Purdue, il fut drafté en 2001 à la 48e place (deuxième tour) par les Patriots de la Nouvelle-Angleterre avec lesquels il a joué jusqu'à sa retraite en mai 2012.
Il remporta les Super Bowl XXXVI (saison NFL 2001), Super Bowl XXXVIII (saison NFL 2003) et Super Bowl XXXIX (saison NFL 2004) et participe au Super Bowl XLII (saison NFL 2007).
Il fut sélectionné à deux Pro Bowl (2006 et 2007).

## Biographie

### Carrière universitaire
Étudiant à l'université Purdue, il joue avec les Boilermakers de 1996 à 2000.

### Carrière professionnelle
Il fut drafté en 2001 au 48e rang au total, lors du deuxième tour, par les Patriots de la Nouvelle-Angleterre.